# 安托万-亨利·若米尼
安托万-亨利·若米尼男爵（法語：Antoine-Henri, baron Jomini，或譯安托萬-亨利·約米尼，1779年3月6日—1869年3月24日）是拿破仑时代的瑞士、法國軍事家，之後服務於沙俄軍隊。
若米尼一生的最大貢獻，就是他寫出了幾部有關戰爭和軍事理論的鴻篇巨著，對戰爭的規律、性質、戰略戰術、軍隊建設等各方面從理論上進行了探討，創立了較完善的軍事理論體系。他和19世紀另一位大軍事思想家克勞塞維茨並列為西方軍事思想的兩大權威。

## 早年生活
若米尼出身自瑞士法語區的沃州，他從年輕時期就立志於當個軍人，並希望從軍，但雙親不贊成，並希望他從商。14歲的若米尼進入瑞士阿勞的商學院就讀。
1795年畢業後，若米尼進入巴賽爾的銀行工作。1796年，他搬到巴黎並仍然從市銀行業，然後轉進股票交易業。在他日後的回憶中，從事銀行活動的這段時間，相對於從軍，簡直無聊透頂。

## 瑞士軍旅
1798年，瑞士成立赫爾維蒂共和國，若米尼也是「早期的革命者」，並在瑞士新政府內的戰爭部擔任秘書，軍階為上尉。1799年，晉升為少校，並負責戰爭部的重組事務。在這段期間內，他建立了很多制度，並且善用他的職位進行了很多組織與策略的實驗。
1801年呂內維爾條約之後，若米尼回到巴黎，並在軍需品工廠工作，不過他認為工作無趣，所以開始撰寫他的第一本書論大規模軍事行動(Traité de grandes opérations militaires)。米歇爾·內伊，拿破崙的首席參謀長，1803年閱讀了他的書並支持出版。這本書從1804-1810年之間出了數卷，並且很快地翻譯成多國語言，並流通於歐洲。

## 拿破崙戰爭中服役
1805年，若米尼參與了奧斯特里茨戰役，擔任內伊的參謀，該年12月，他晉升為法軍上校，並且毫不猶豫地擔任內伊的參謀，此後隨同內伊進行烏爾姆戰役、耶拿戰役。在這之間若米尼擔任的職務都是副官。
1806年若米尼出版了他對即將發生的對德戰爭的意見。該著作以及他在《論大規模軍事行動》中對德國腓特烈二世進行戰爭的描述，使他進入拿破崙的決策核心。他隨拿破崙參加了耶拿會戰與埃勞戰役，因此獲得法國榮譽軍團勳章。
在提爾西特條約後，若米尼擔任內伊的幕僚長並且獲得爵位。1808年他在西班牙時期多次向最高統帥提出建言，但也多次被否決，尤其軍團參謀長貝爾蒂埃的否決。於是他離開了法軍。

## 為俄軍服務

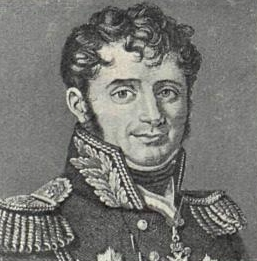
《俄罗斯传记辞典》中的画像

其實在1807年左右，俄軍就接觸若米尼，並邀請他到俄國服務。但拿破崙得知若米尼即將離開法國的消息，授與他准將之職。
多年來若米尼也都在法俄之間穿梭，直到法俄關係破裂，他就處在進退維谷的處境。後來若米尼離開法國，分別為俄國與普魯士建立軍事制度。1813年呂岑會戰時他又毫不猶豫地參加法軍的內伊的部隊。包岑會戰中，他也被推薦擔任師級將軍職務，不過，路易-亞歷山大·貝爾蒂埃卻在名單中塗掉他的名字，並且依軍法解除他的軍職。
究竟若米尼妨礙了內伊在包岑戰役中得勝到什麼地步，無從而之，但解除他軍職的說詞是因為他無能、毫無戰力，另外還包括他跟1809-1810年一樣，企圖叛逃到俄軍陣營，也是1812年拿破崙侵俄之戰時他被冷凍的原因之一。不過更根本的(依據拿破崙的命令)，原因是他是個瑞士人，而非法國人。這些叛變之說，後來都被證實是無稽之談。
他對瑞士的愛國心還是很強，他在1814年退出反法同盟軍中，因為他發現瑞士無法維持中立。此後他就奉獻於戰爭的學問、教育與實踐工作，這是他長年的動機。他在埃勞戰役時就有曾大叫：「讓我當兩小時的俄軍統帥，該有多好！」在加入同盟軍時，他官任中將並擔任沙皇亞歷山大一世的副官。由於出身法軍，後來在法軍入侵萊茵和巴賽爾之際，他都發揮了防禦的功能。
1815年他與沙皇一起進軍巴黎，但卻無法營救他舊日長官內伊。內伊的抵抗幾乎讓若米尼喪失在俄軍內服役的機會。不過，他卻讓成功的壓制了法軍的抵抗，並且參與了維也納會議。

## 戰後服役與退伍

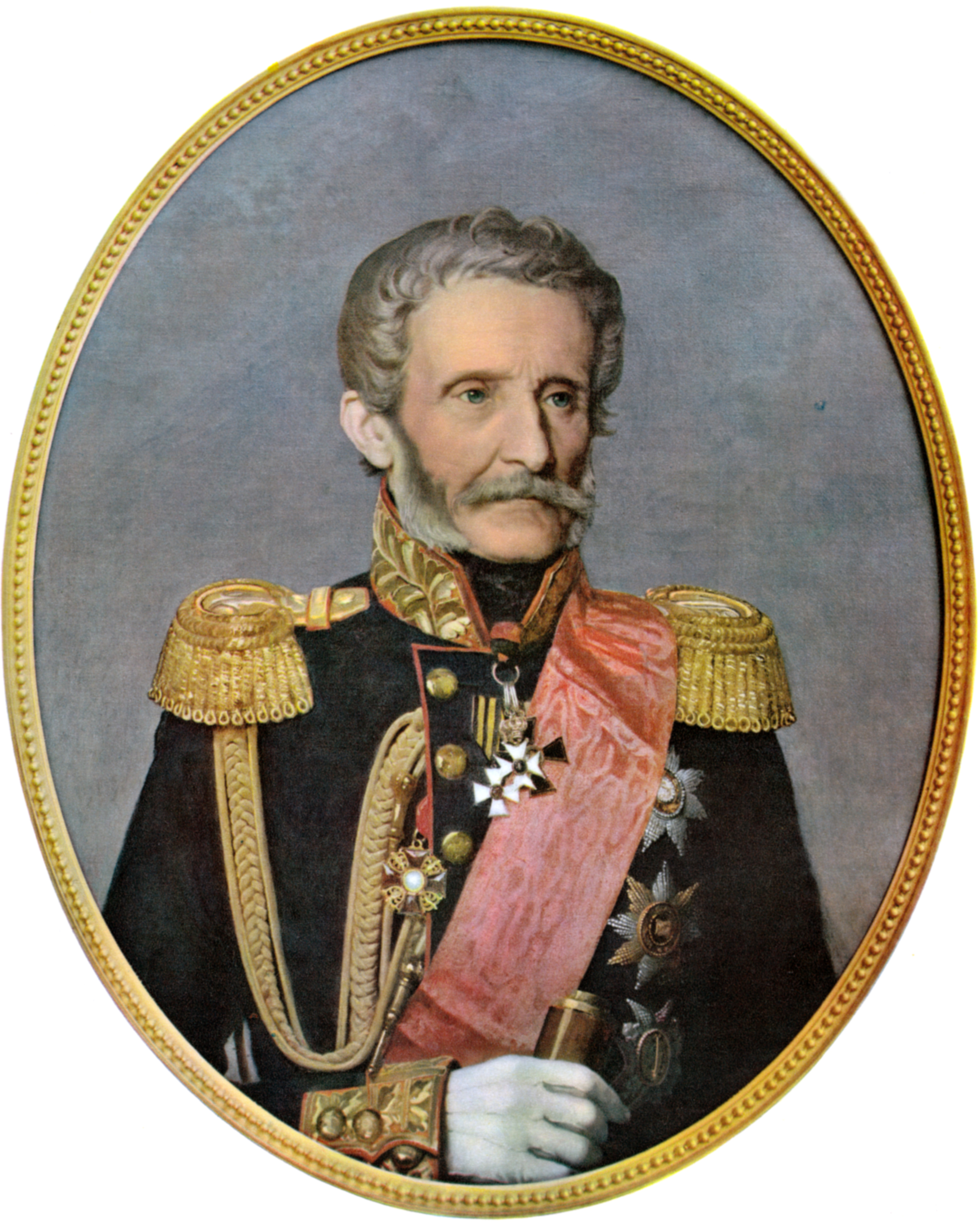
1859年的若米尼，由夏尔·格莱尔绘制

戰後，他仍在俄軍服務，到1823年成為上將，並於1829年退伍。他基本上都還在對皇太子軍事教育上服務，並且致力於俄國軍事學院的建立。該學院於1832年開設，最初名稱為「尼可拉斯學院」，直到10月革命。1828年他在第八次俄土戰爭中服務，並在發拿戰役中獲獎。
這是他最後參與軍事行動。1829年他定居於布魯塞爾，並度過未來的三十年。1853年，在法俄關係修補失利後，若米尼受邀回聖彼得堡擔任克里米亞戰爭的沙皇軍事顧問。他於1856年回到布魯塞爾，之後搬到巴黎附近的派西。晚年他都忙於軍事理論和歷史的工作(論證、手冊與公開信等)。1859年他被拿破崙三世邀請對義大利戰爭提出建議。他最後的論文就是關於普法戰爭的意見(1866年)。
普法戰爭(1870-1871年)前一年，他死於派西。

## 外部連結
- Antoine-Henri Jomini的作品  - 古騰堡計劃
- （英文） The Art of War （页面存档备份，存于） Full text from Project Gutenberg
- （英文） Notice of the Present Theory of War, and of Its Utility
- （法文） Monographie du général Jomini
- The Influence of Clausewitz on Jomini's Le Précis de l'Art de la Guerre

1. ↑  Antoine Henri de Jomini. . Giguet et Michaud. 1807.